# Agathon elegantulus
Agathon elegantulus is een muggensoort uit de familie van de Blephariceridae. De wetenschappelijke naam van de soort is voor het eerst geldig gepubliceerd in 1890 door Röder.